# Sudeste (region)
Sudeste er den sydøstlige region i Brasilien og består af delstaterne Espírito Santo, Minas Gerais, Rio de Janeiro og São Paulo. Den er den mest velstående region i Brasilien og står for cirka 60% af Brasiliens BNP.

## Fakta
- Areal: 927.286 km² (12%)
- Befolkning: 72.300.000 indbyggere (77,96 indb./km², 38%)
- BNP: ~320 mia. US$ (58,5%)
- Klima: Tropisk langs kysten og i nordvest. Halvtørt i nord og tempereret klima i syd.
- Største byer: São Paulo (10.405.867); Rio de Janeiro (5.851.914); Belo Horizonte (2.232.747); Guarulhos (1.071.268); Campinas (968.172); Nova Iguaçú (915.366); São Gonçalo (889.828); Duque de Caxias (770.865); São Bernardo do Campo (701.289); Osasco (650.993); Santo André (648.443); São José dos Campos (538.909); Contagem (537.806); Ribeirão Preto (505.053); Uberlândia (500.488); Sorocaba (494.649); Niterói (458.465); Juiz de Fora (456.432); São José do Rio Preto (414.272), Santos (412.243), Vila Velha (357.952), Bauru (310.000), Vitória (291.941)

19°30′S 46°01′V / 19.5°S 46.02°V